# Kicker SportMagazin
Kicker este o revistă de sport din Germania, dedicată cu precădere fotbalului.
Revista a fost publicată și în România, unde a apărut săptămânal, în fiecare luni, având un tiraj de 30.000 de exemplare pe ediție în octombrie 2006.